# Josef Antis
Josef Antis (ur. 1925, data śmierci nieznana) – zbrodniarz nazistowski, członek załogi niemieckiego obozu koncentracyjnego Mauthausen-Gusen i SS-Sturmmann.
Obywatel jugosłowiański narodowości niemieckiej. Przed wybuchem wojny pracował w handlu. Członek Waffen-SS od 21 października 1942. W tym samym dniu został skierowany do służby w Mauthausen. Pełnił tu między innymi służbę wartowniczą od lutego 1943 do czerwca 1944] następnie znalazł się w jednostkach przeciwlotniczych. W kwietniu 1945 Antis wysłany został na front.
Antis został osądzony w procesie załogi Mauthausen-Gusen (US vs. Peter Bärens i inni) przed amerykańskim Trybunałem Wojskowym w Dachau. Skazano go na 5 lat pozbawienia wolności. Sam oskarżony bowiem przyznał się do udziału w zamordowaniu więźnia rosyjskiego w październiku 1943, choć decydujące strzały oddał inny esesman.